# 蓋斯貝格山 (基茨比爾阿爾卑斯山脈)
47°25′36″N 12°17′45″E / 47.4266652°N 12.2958134°E

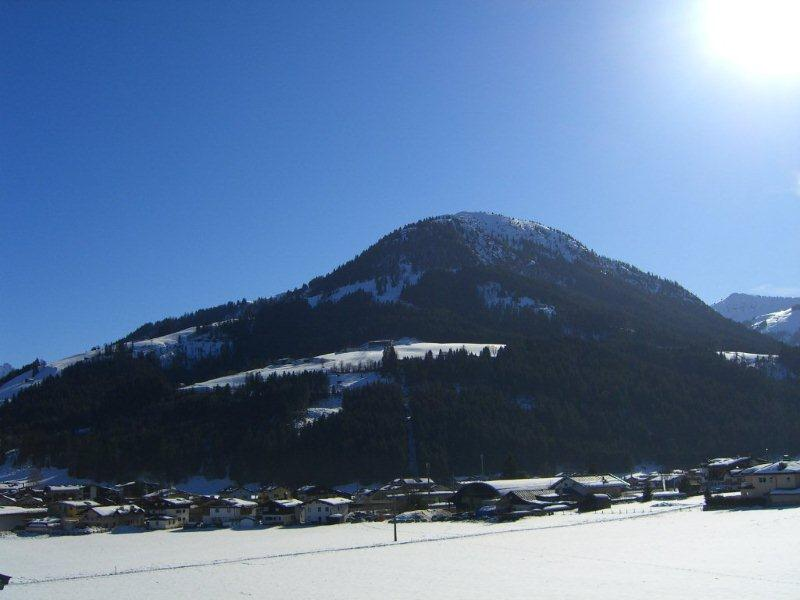

蓋斯貝格山（德語：Gaisberg），是奧地利的山峰，位於該國西部，由蒂羅爾州負責管轄，屬於基茨比爾阿爾卑斯山脈的一部分，海拔高度1,770米，每年平均降雨量1,971毫米。